# Sólo me faltabas tú (canção)
"Sólo Me Faltabas Tú" é uma canção interpretada pela atriz e cantora mexicana Lucero. Foi lançado em 1 de Novembro de 2019 como single promocional do álbum de mesmo nome.

## Informações
"Sólo Me Faltabas Tú" tem duração de três minutos e 28 segundos, foi escrito por Luciano Luna, e está entre as seis inéditas presentes no álbum. 

## Outras versões
Além da versão solista, Lucero gravou a canção em parceria com o grupo musical mexicano Los Recoditos. Esta foi incluída na edição especial do álbum.

## Videoclipe
A canção possui dois videoclipes. Uma em que somente consta Lucero e a outra em que há a participação da banda Lo Recoditos. As duas versões foram gravadas no mesmo cenário, com uma banda ao fundo, e foram lançadas no mesmo dia que o single promocial pelo canal oficial de Lucero no YouTube, em 1 de Novembro de 2019.

## Formato e duração
- Download digital / streaming

1. "Sólo Me Faltabas Tú" – 3:28

## Histórico de lançamentos
| País    | Data                  | Formatos                   | Gravadora                               |
| ------- | --------------------- | -------------------------- | --------------------------------------- |
| Mundial | 1 de Novembro de 2019 | Download digital streaming | Fonovisa Records Universal Music Latino |